# Näringsverksamhet
Näringsverksamhet är verksamhet som bedrivs av en juridisk eller fysisk person, som har en självständighet gentemot uppdragsgivarna, som har ett vinstsyfte, och som har en viss varaktighet. Detta skiljer näringsverksamhet från inkomst av tjänst, hobby, eller uppdragsinkomster. Det avser inom juridiken normalt sådan ekonomisk verksamhet som 
- utgör näringsverksamhet enligt 13 kap 1 § inkomstskattelagen (1999:1229) (förkortad IL), eller
- utövas av den som är näringsidkare i konsumentköplagens (1990:932) mening.[2]

Inom skatterättens inkomstskattesystemet skiljer man på de tre olika inkomstslagen tjänst, näringsverksamhet och kapital. Reglerna som avgränsar inkomstslaget näringsverksamhet återfinns i 13 kap inkomstskattelagen (IL).
All inkomst som beskattas hos juridiska personer hänförs till inkomstslaget näringsverksamhet. Fysiska personer (inklusive delägare i handelsbolag och dödsbo) kan ha inkomst av tjänst, kapital samt näringsverksamhet. 
Näringsverksamhet definieras som förvärvsverksamhet som bedrivs yrkesmässigt och självständigt, oavsett om detta sker i någon officiell registrerad företagsform eller inte (13 kap. 1 § IL).  Ideella föreningar definieras ibland som näringsverksamheter, liksom samfällighetsföreningar, viltvårdsområdesföreningar, och fiskevårdsområdesföreningar, enligt Bokföringslagen 2 kap 2 §, om värdet av tillgångarna överstiger 1,5 miljoner kronor.